# Mircea Mazilu
Mircea Mazilu (n. secolul al XX-lea – d. secolul al XX-lea) a fost un pilot român de aviație, as al Aviației Române din cel de-al Doilea Război Mondial.
Adjutantul stagiar av. Mircea Mazilu a fost decorat cu Ordinul Virtutea Aeronautică de război cu spade, clasa Crucea de Aur cu o baretă (20 februarie 1942) „pentru curajul și spiritul de sacrificiu cu care a executat cele 80 misiuni de războiu. A luat parte la toate atacurile terestre ca un foarte bun pilot și trăgător asupra obiectivelor inamice, reușind să distrugă foarte multe din ele”, clasa Crucea de Aur cu 2 barete și clasa Cavaler (ambele la 20 octombrie 1944) „pentru merite deosebite de război”.

## Decorații
- Ordinul „Virtutea Aeronautică” de Război cu spade, clasa Crucea de Aur cu 1 baretă (20 februarie 1942)[1]
- Ordinul „Virtutea Aeronautică” cu spade, clasa Crucea de Aur cu 2 barete (20 octombrie 1944)[2]
- Ordinul „Virtutea Aeronautică” cu spade, clasa Cavaler (20 octombrie 1944)[2]